# خورش یخنی
خورش یخنی، غذای محلی شهرستان درگز است که در اغلب مراسم و اعیاد به عنوان غذای اصلی خورده می‌شود.

## طرز تهیه
مواد لازم برای تهیه این خورش: گوشت ران با استخوان گوسفند ۳۰۰ گرم، پیاز داغ قهوه ای فراوان، کره یا روغن حیوانی و نمک به مقدار دلخواه می‌باشد.
گوشت را ابتدا شسته و به صورت قطعات بزرگ تکه تکه می‌کنیم و با کمی روغن تف می‌دهیم و پیاز داغ فراوان را به گوشت‌ها اضافه می‌کنیم و سپس به مقدار کافی آب جوش اضافه کرده و شعله را کم می‌کنیم تا خورش کاملاً بپزد و سپس در انتها کمی کره یا روغن حیوانی را برای طعم بهتر روی خورش می‌ریزیم، توجه داشته باشیم که این خورش همراه برنج سرو می‌شود. 